# Żółte Czapki
Żółte Czapki – popularna w świecie zachodnim nazwa jednej z głównych szkół buddyzmu tybetańskiego - Gelug, do której należy Dalajlama. Jej źródłem były żółte okrycia głowy noszone przez mnichów. Podobnie "Czerwone czapki" są synonimem szkoły Kagyu.